# Język ososo
Język ososo – język edoidalny grupy północno-środkowej, używany w miejscowych rejonach rządowych Akoko Edo, Okene oraz Adavi na terenie dwóch stanów Nigerii: Edo i Kogi.